# Kasteel Meerssenhoven
Kasteel Meerssenhoven is een kasteelachtige buitenplaats en een landgoed in het noordoosten van de Nederlandse gemeente Maastricht. Het 18e-eeuwse gebouwencomplex met bijbehorend park is in gave toestand bewaard gebleven en vormt sinds 2002 een groep van twaalf rijksmonumenten (inclusief bijgebouwen, bruggen en tuinornamenten; zie de lijst van rijksmonumenten in Meerssenhoven voor een overzicht). Het landgoed in de buurt Meerssenhoven oostelijk van Itteren is onderdeel van het Buitengoed Geul & Maas.

## Geografische ligging
Meerssenhoven ligt in het uiterste noordpuntje van de gemeente Maastricht, iets ten zuidoosten van het Maastrichtse kerkdorp Itteren en ten zuidenwesten van Bunde in de gemeente Meerssen. Het riviertje de Geul stroomt ten noorden van het landgoed richting Maas. Vroeger stroomde water via de niet meer bestaande Geleibeek van het vlakbijgelegen kasteel Vaeshartelt naar Meerssenhoven en het nog maar deels bestaande Hartelstein. Kasteel Meerssenhoven behoort met Vaeshartelt en de kasteelhoeve Hartelstein tot het Buitengoed Geul & Maas (voorheen Landgoederenzone Maastricht-Meerssen). Meerssenhoven en de andere buitenplaatsen in de landgoederenzone worden al sinds de aanleg van een tweetal spoorlijnen, het Julianakanaal, de Beatrixhaven en de rijksweg A2 bedreigd in hun samenhang. De aanleg van het Julianakanaal tussen 1925 en 1935 sneed Meerssenhoven af van het nabije Itteren en Hartelstein. De opmars vanaf de jaren 1960 van de binnenhaven en het industrieterrein Beatrixhaven is op enkele honderden meters van kasteel Meerssenhoven tot staan gebracht.

## Geschiedenis en bewoners

### Middeleeuwse burcht
Het oorspronkelijke middeleeuwse kasteel werd voor het eerst genoemd in 1345 als "Mertzena", eigendom van ridder Hendrik van Itteren, die een leenman was van de heren van Valkenburg. Hij was getrouwd met een dochter van de heren van Heinsberg, die in deze periode over Valkenburg regeerden. Toen het echtpaar kinderloos stierf, werd het kasteel door hun familieleden betwist en kreeg het in korte tijd diverse bewoners. Een van hen was Reinier van Bergen Trips, drossaard van het graafschap Dalhem en leenman van de hertog van Brabant, die tevens de nieuwe heer van Valkenburg was. De drossaard was nogal berucht om zijn losbandig leven en werd uiteindelijk door de Brabantse hertog ontslagen.
Hierna werd het kasteel bewoond door een opeenvolging van ridders die een slechte naam hadden in de omgeving. Ze hadden het vooral gemunt op de schippers en kooplieden die de Maas bevoeren. De meest beruchte was Willem van der Marck Lumey, ook bekend onder de bijnaam "het zwijn van de Ardennen". Toen de Maastrichtse bevolking schoon genoeg had van zijn stroperijen trokken zij, tezamen met de Luikse troepen van bisschop Johan van Horne, op naar de burcht Mertzena waar Willem zich met zijn kornuiten ophield. Willem werd in 1485 gevangengenomen en in hetzelfde jaar terechtgesteld in Maastricht. Zijn medestanders werden in 1488 uit het kasteel verdreven, waarbij het huis grotendeels verwoest werd. Alleen de kelders en de eerste opbouw bleven als restanten over.

### Meerssenhoven tijdens de godsdienstoorlogen
Het kasteel werd later herbouwd door de familie Van 't Zievel, die ook het huis Severen in Amby bewoonde, naast enkele andere bezittingen, en stevige banden onderhield met andere machtige families in het Maasland. Tussen 1596 en 1742 bleef het kasteel in hun bezit. Tijdens de Tachtigjarige Oorlog werd kasteel Meerssenhoven meermaals geclaimd door Spaanse en Staatse veldheren, onder anderen door de Spaanse landvoogd Fernando Álvarez de Toledo (Alva), die het een tijdlang gebruikte als zijn hoofdkwartier. Bij het Beleg van Maastricht in 1632 brandde Meerssenhoven vrijwel geheel uit, maar ook nu werd het kasteel weer herbouwd, met behoud van 13e- en 14e-eeuwse restanten.

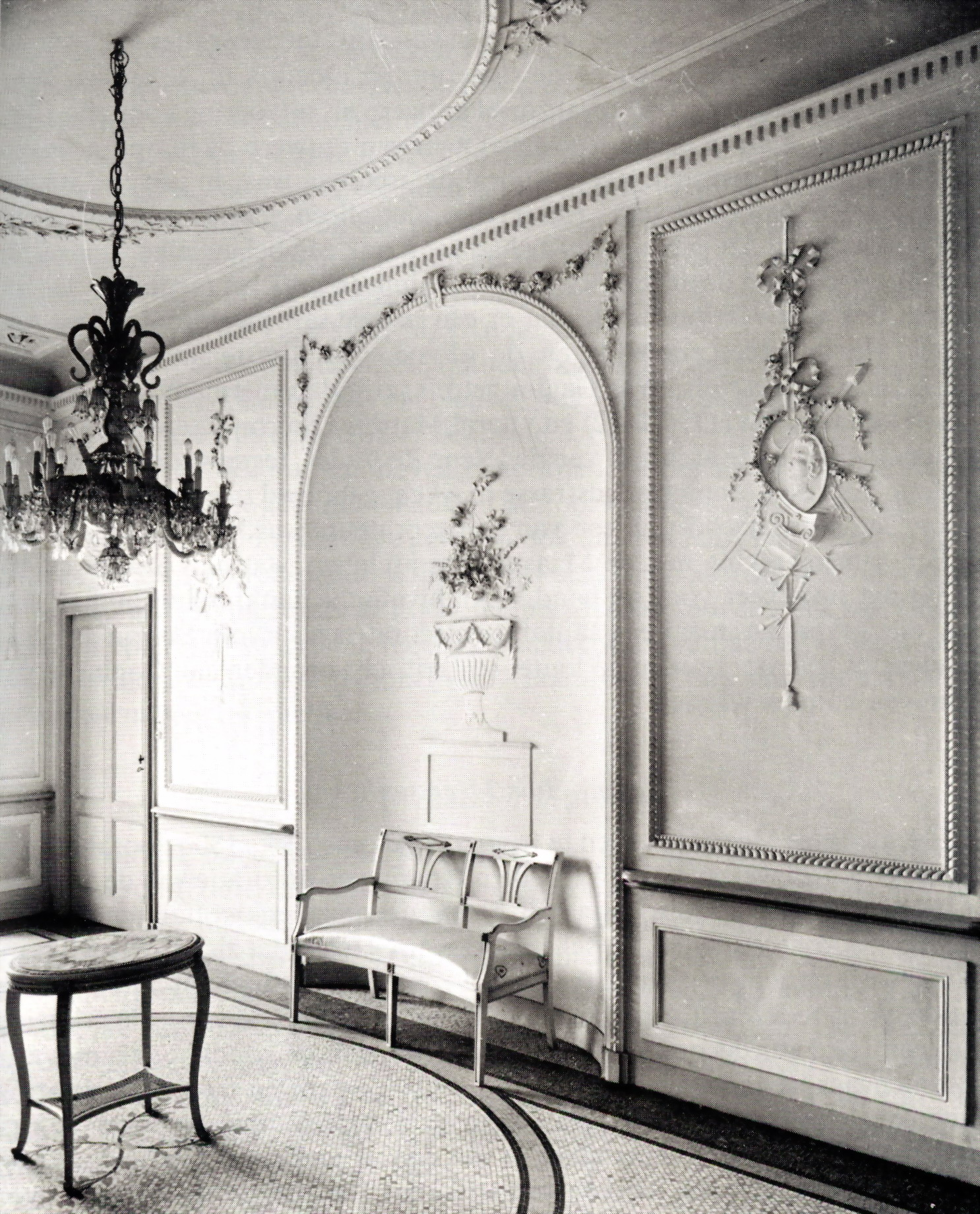
Vestibule (M. Soiron, ca. 1800)

### Herbouw als buitenplaats
In 1742 ging het kasteel over van de familie Van 't Zievel naar Arnold van Gilman. Deze liet het oude kasteel een jaar later slopen en er het huidige lustslot bouwen, waarschijnlijk naar een ontwerp van Matheius Soiron. Omdat de verdedigende functie van een kasteel in de 18e eeuw nauwelijks meer van belang was, werd het nieuwe Meerssenhoven een voor die tijd modern buitenhuis met grote ramen, ruime zalen en elegant stuc- en snijwerk boven de deuren en de schouwen.
In 1770 kwam het kasteel in bezit van de Maastrichtse familie Olislagers die er verbleef tot 1877, toen de laatste telg uit het geslacht kinderloos stierf. Na de verovering van Maastricht in 1794 door het Franse revolutionaire leger, diende het kasteel korte tijd als residentie van brigadegeneraal Jean-Baptiste Bernadotte, die enkele maanden de functie van gouverneur van Maastricht uitoefende. Onder Napoleon zou deze Bernardotte het tot Maarschalk van Frankrijk en prince de l'Empire brengen. In 1810 werd hij kroonprins van Zweden en in 1814 stond hij opnieuw voor de poorten van Maastricht, deze keer als een der aanvoerders van de coalitie tegen Napoleon (zie blokkade van Maastricht). Hij is de stamvader van het Zweeds-Noorse koningshuis Bernadotte.
Rond 1800 zijn een aantal verbouwingen en uitbreidingen uitgevoerd, zowel de bouw van het poortgebouw en een nieuwe inrichting van het hoofdgebouw. De verbouwing kwam tot stand onder leiding van de Maastrichtse stadsbouwmeester Mathias Soiron, de zoon van de oorspronkelijke architect. Voor de decoratie van een aantal salons werkte hij waarschijnlijk samen met de Zwitsers-Italiaanse sierstucwerker Petrus Nicolaas Gagini, die in Maastricht woonde.

### 20e eeuw

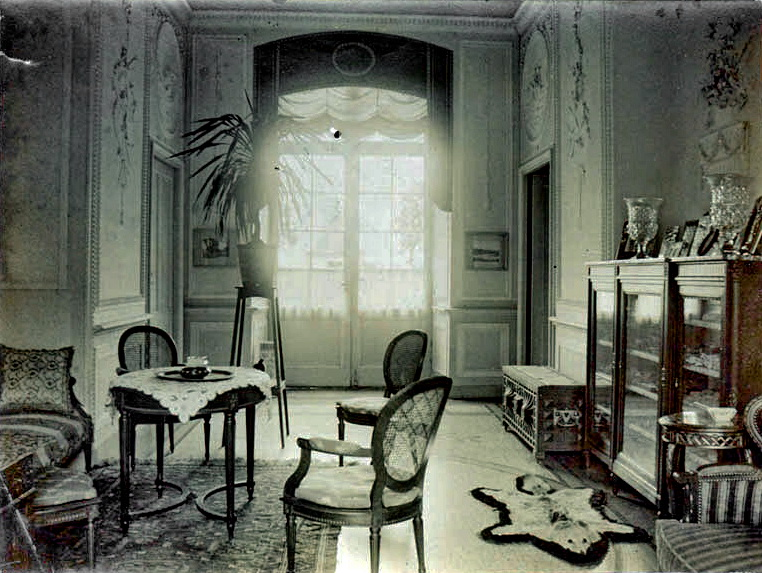
Interieur in 1910 met souvenirs van wereldreiziger Edmond Regout

In 1902 werd het kasteel, nadat het 25 jaar onbewoond was geweest, aangekocht door Gustave I Regout (1839-1923), de jongste zoon van de Maastrichtse industrieel Petrus Laurentius Regout. Gustave bewoonde in die tijd met zijn gezin het aangrenzende kasteel Vaeshartelt. Zijn tweede zoon, de wereldreiziger Edmond Regout (1870-1926), bewoonde kasteel Meerssenhoven van 1903 tot aan zijn dood in 1926, vanaf 1907 als eigenaar. Diens jongste broer Edouard (1877-1947), die vanaf 1923 ook Vaeshartelt bezat, erfde het complex. De twee landgoederen tezamen besloegen circa 150 hectare, voornamelijk hoogstamfruitboomgaarden, waarschijnlijk de grootste boomgaard van Nederland. Vanaf de jaren dertig nam Edouard de bedrijfsvoering in eigen hand, waartoe hij het nodige personeel tot zijn beschikking had. Ook introduceerde hij nieuwe fruitteeltmethoden, die hij in de Verenigde Staten had leren kennen. Edouard Regout huwde pas op 40-jarige leeftijd met de 21-jarige Sophie van der Does de Willebois, een kleindochter van Joseph van der Does de Willebois. Het echtpaar woonde op Vaeshartelt. Het was waarschijnlijk geen goed huwelijk, want op 11 juni 1939 schoot hij haar tijdens een echtelijke ruzie dood. Edouard werd veroordeeld tot drie jaar gevangenisstraf (nadat vijf jaar was geëist). Hij stierf in 1947 op Meerssenhoven of Vaeshartelt. Zijn enige zoon Adhemar Regout (1919-1953) erfde beide landgoederen, maar woonde op Meerssenhoven. In 1950 begon Adhemar met de aanplant van laagstamfruitbomen als vervanging van de toen gangbare hoogstambomen, iets wat hij in Australië had gezien. Dit was de eerste keer dat deze methode van fruitteelt in Nederland werd toegepast. Adhemar kwam in 1953 bij een auto-ongeluk in Zweden om het leven, waarna de erfgenamen Regout zowel Meerssenhoven als Vaeshartelt van de hand deden.
Kasteel Meerssenhoven werd in 1955 verkocht aan de congregatie van de Broeders van de Heilige Joseph in Heerlen, waarna het kasteel enige tijd als klooster dienstdeed. Later werd het bewoond door paters franciscanen, die er een internaat en een tehuis voor werkende jongens inrichtten. In 1980 verlieten de paters franciscanen het kasteel, waarna het voor korte tijd in bezit was van een zakenman uit Vught. Deze geraakte echter in financiële problemen. Daarna werd het kasteel gebruikt als onderkomen van Vietnamese bootvluchtelingen en stond het enige tijd leeg.

## Kunsthistorische beschrijving
Het huidige kasteel Meerssenhoven heeft nog grotendeels het uiterlijk van de luxueuze buitenplaats, zoals Arnold van Gilman die in 1743 liet bouwen. Het bestaat uit een U-vormig hoofdgebouw, omgeven door een slotgracht, een eveneens U-vormige nederhof, nog slechts ten dele omgracht, en een binnen de grachten gelegen kasteeltuin. Het landgoed Meerssenhoven omvat verder nog het buiten de slotgracht gelegen kasteelpark, een tweetal vrijstaande gebouwen die samen de pachthoeve vormen en enkele landerijen.

### Hoofdgebouw

#### Exterieur
Het hoofdgebouw, het corps de logis, is een U-vormig wit geschilderd herenhuis, gelegen rondom een cour d'honneur. Het geheel wordt omgeven door een vierkante slotgracht en is bereikbaar via een stenen boogbrug met vier bogen. De kern van het huis bestaat uit een L-vormig, van oorsprong middeleeuws kasteel met kelders uit de 14e eeuw. Dit bouwwerk, opgetrokken uit mergel met een zandstenen plint, is nog deels aanwezig in de west- en hoofdvleugel. De huidige vorm van het kasteel is ontstaan na een ingrijpende verbouwing in 1743-'44, waarbij de westvleugel werd verlengd en de oostvleugel werd bijgebouwd, zodat beide vleugels thans even lang zijn en zo het gebouw een symmetrisch aanzien geven. Bij de hoofdvleugel is de ingang op de eerste verdieping bereikbaar via een hardstenen bordes met gebogen trappen aan weerszijden en voorzien van een smeedijzeren hekwerk. De voor- en achtergevel hebben elk een middenpartij met horizontaal verdeelde hoeklisenen en een fronton. Het fronton aan de noordzijde heeft een wijzerplaat, het zuidelijke een naderhand aangebracht wapenschild van Itteren, uitgevoerd in pleisterwerk. In 1902 werd door de familie Regout tegen de oostvleugel een vierkante toren toegevoegd in neobarokstijl met een koepeldak en een knobbelspits.

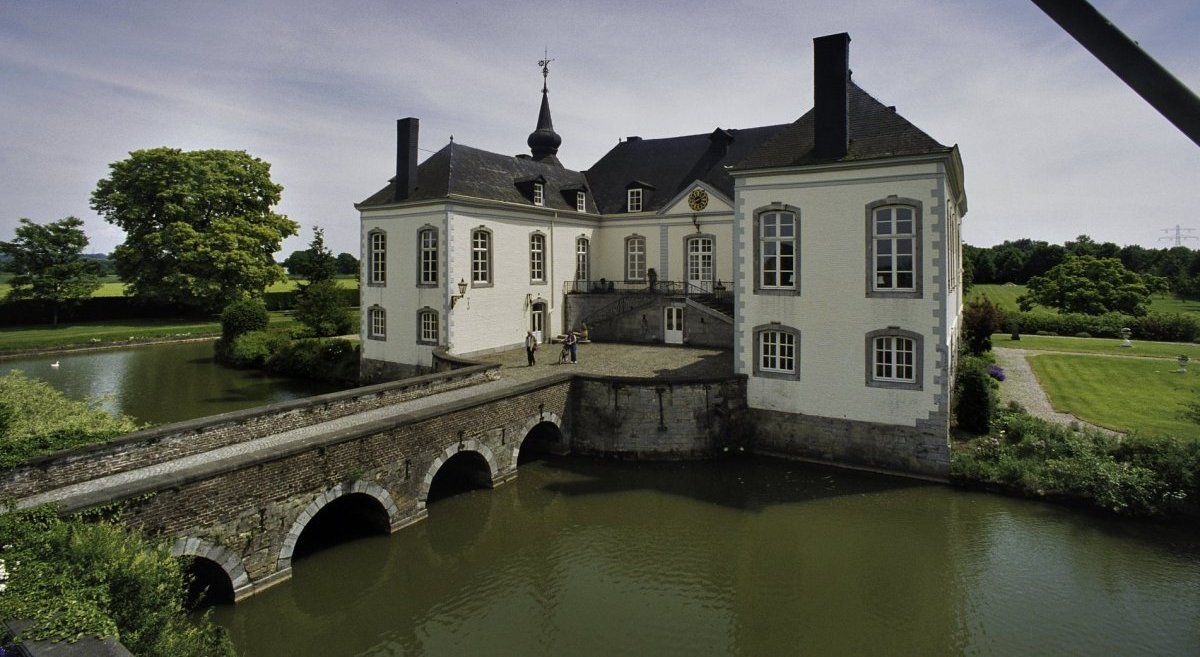
Corps de logis en brug
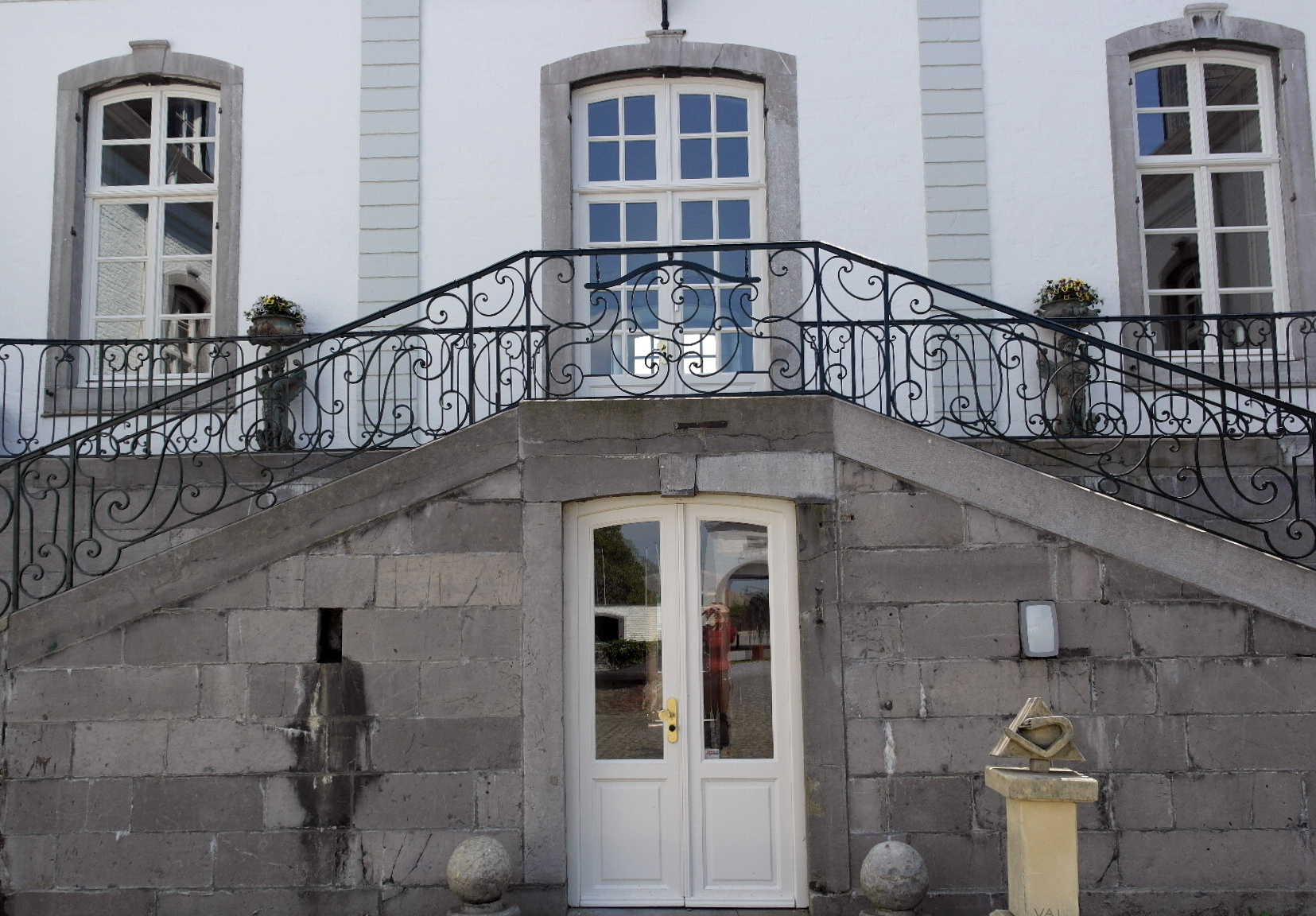
Entree noordgevel
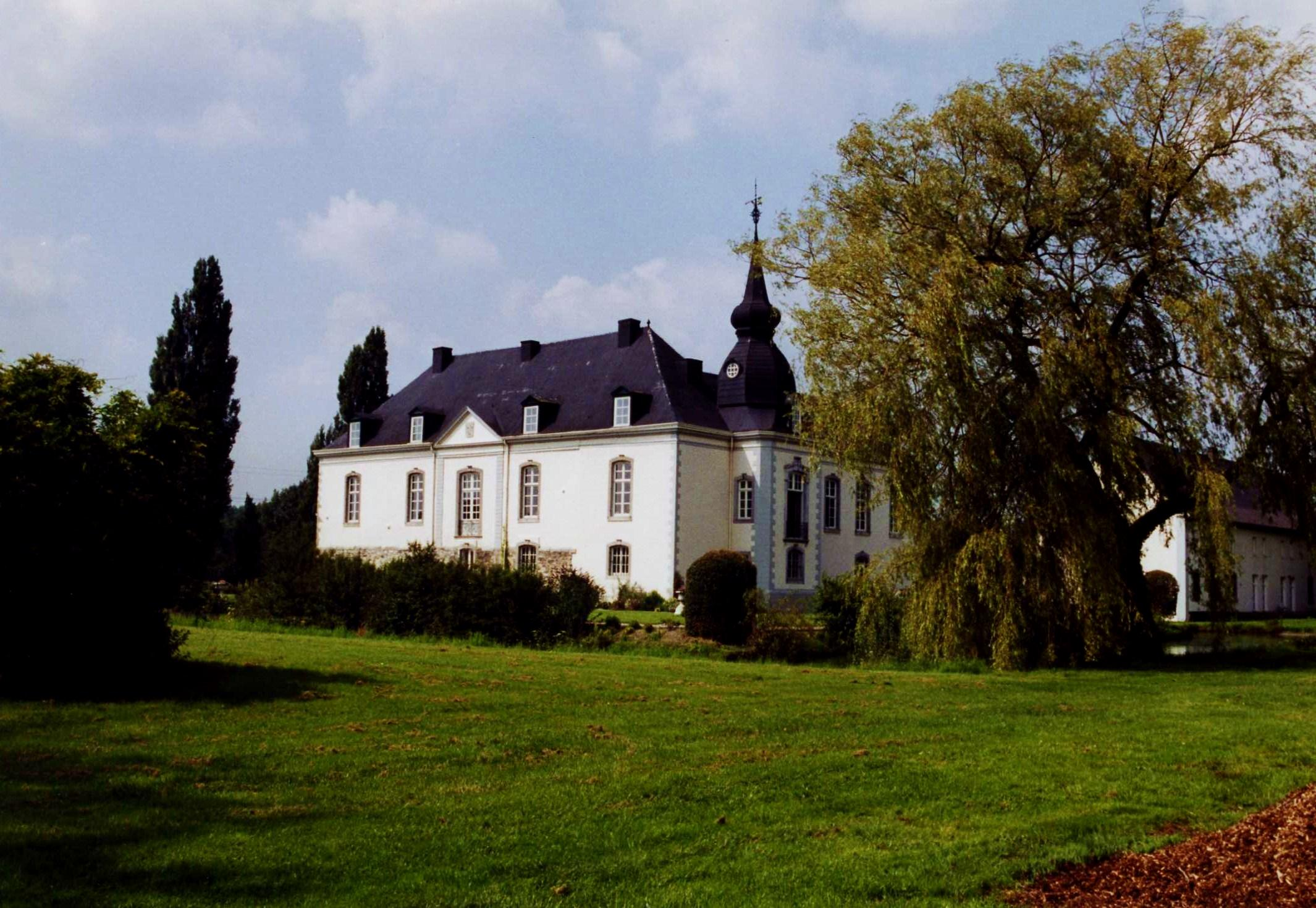
Tuinzijde
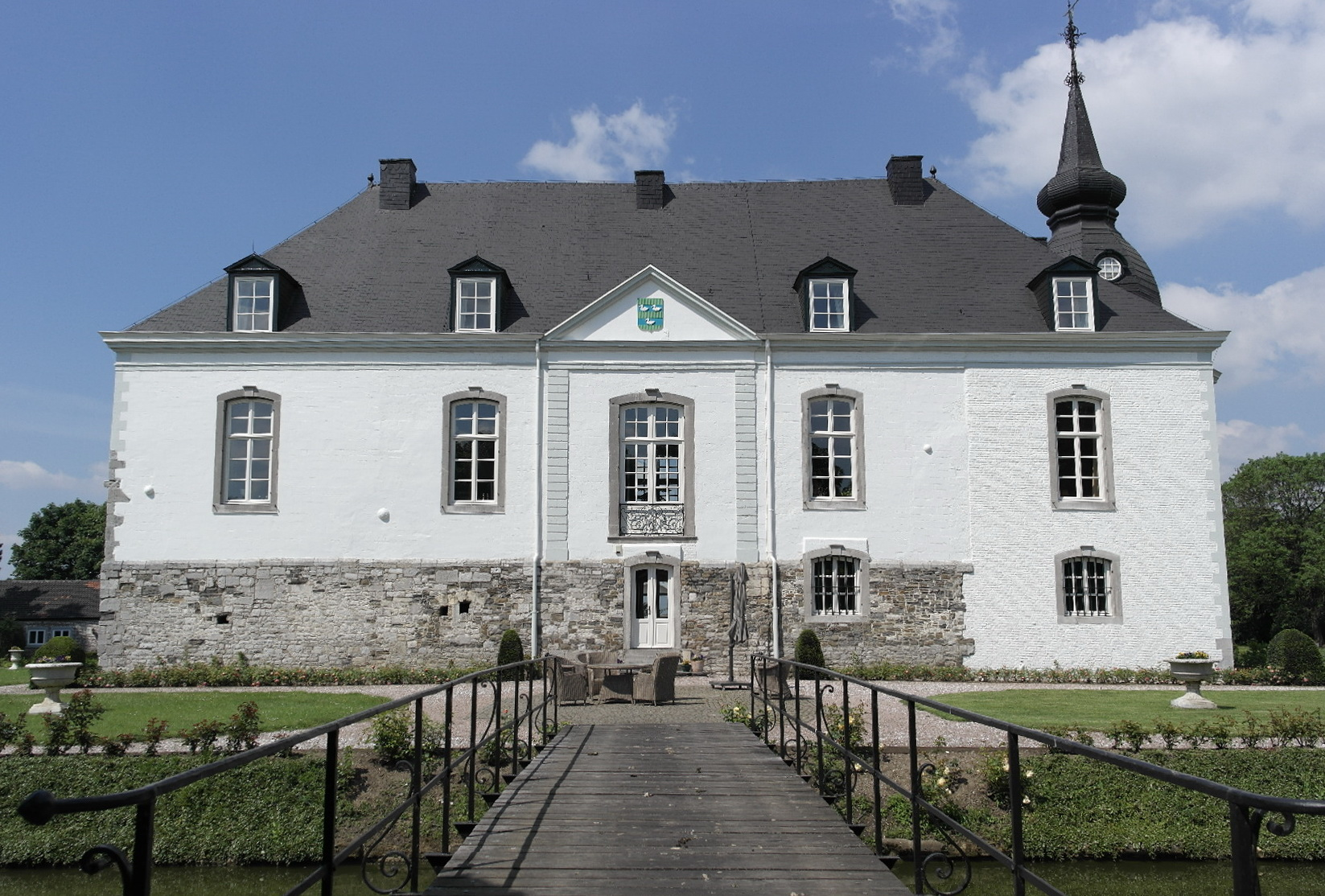
Zuidgevel en tuinbrug

#### Interieur
Inwendig bezit het kasteel fraaie 18e-eeuwse interieurversierselen en stucwerk. Een van de gaafst bewaarde vertrekken is de vestibule, die vanaf de hoofdingang aan het bordes doorloopt tot de achterzijde van het gebouw. De hal, met aan beide zijden een rondboognis, heeft een rijke stucversiering in Lodewijk XVI-stijl naar ontwerp van Mathias Soiron met onder andere trofeeën van kunsten en wetenschappen en ovale medaillons boven de deuren met reliëfvoorstellingen van de seizoenen. Vanaf de hal geven vier gepaneelde deuren toegang tot de in en suite gelegen woonvertrekken. In het kasteel bevinden zich een zevental schoorsteenmantels in Lodewijk XV-stijl en vier in Lodewijk XVI-stijl, vermoedelijk door Soiron ontworpen. Sommige schoorsteenmantels zijn voorzien van haardstenen en twee bezitten nog de gietijzeren haardplaten, respectievelijk met voorstelling van Maria en de Samaritaanse vrouw.

### Poortgebouw en nederhof
Aan de noordzijde van het corps de logis ligt de nederhof, bestaande uit een poortgebouw en twee witgeschilderde vleugels aan weerszijden van een voorplein. Hierin waren vroeger het koetshuis en de stallen ondergebracht. De stallen zijn later verbouwd tot woonhuizen.
Het geheel wordt aan de straatzijde afgesloten door een muur met daarin opgenomen een poortpaviljoen met helmdak, gebouwd omstreeks 1800 naar een ontwerp van Mathias Soiron. Bij de inrit naar het poortpaviljoen staan aan weerszijden van de voormalige toegangsbrug twee stenen leeuwen op hekpijlers. De leeuwen zijn pas in de loop van de 20e eeuw toegevoegd.

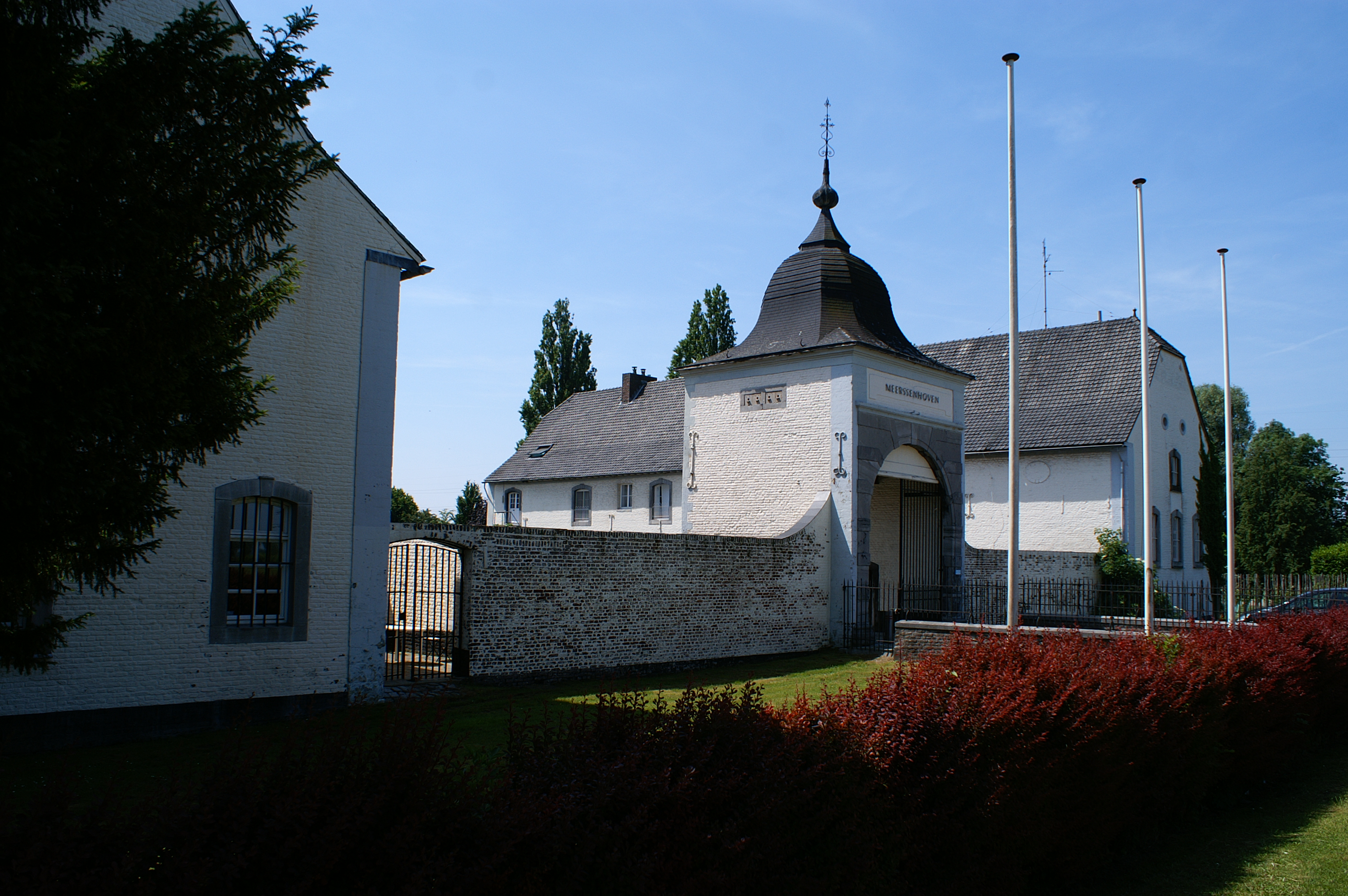
Poortgebouw en nederhof, straatzijde
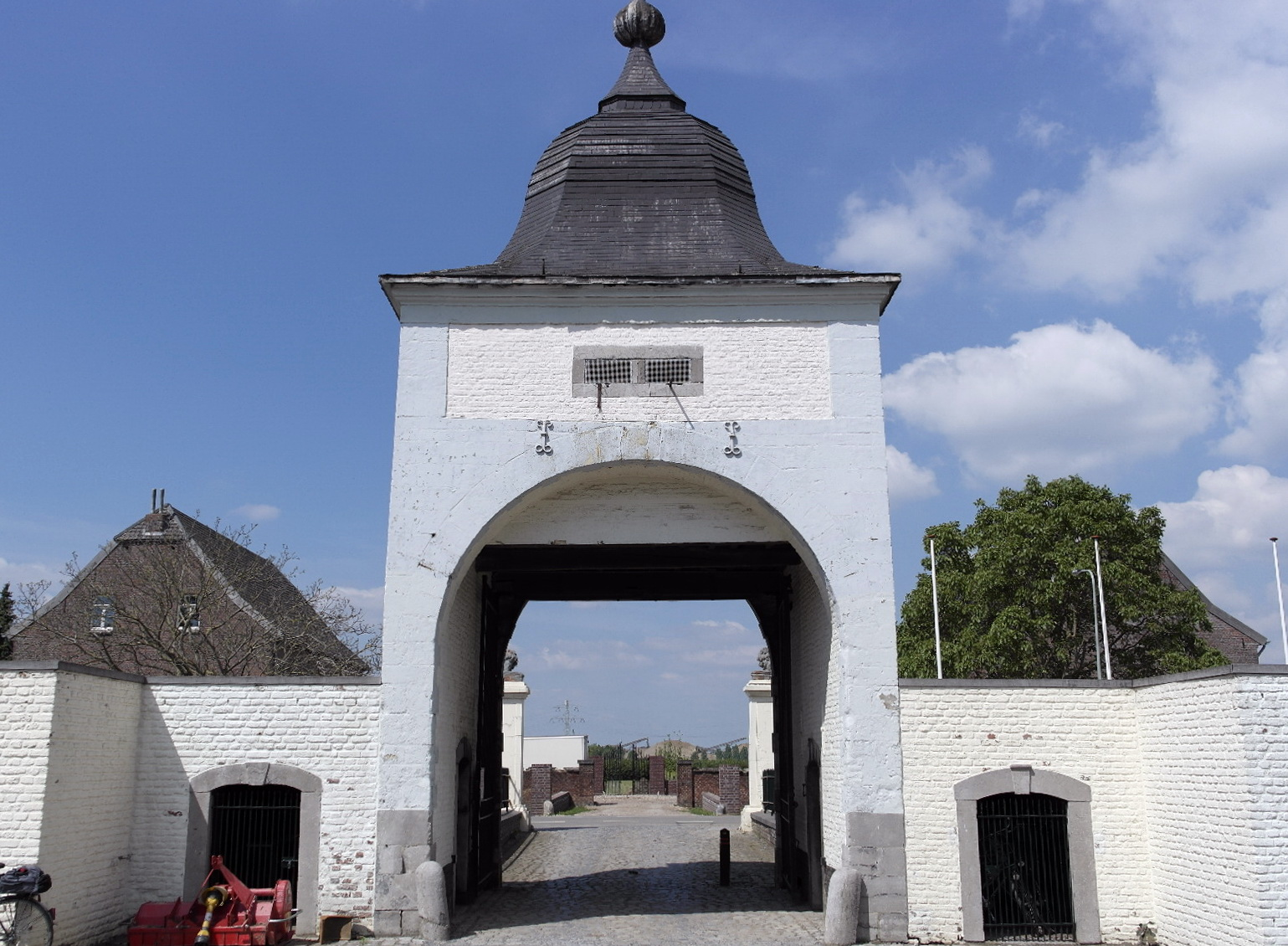
Poortgebouw, hofzijde
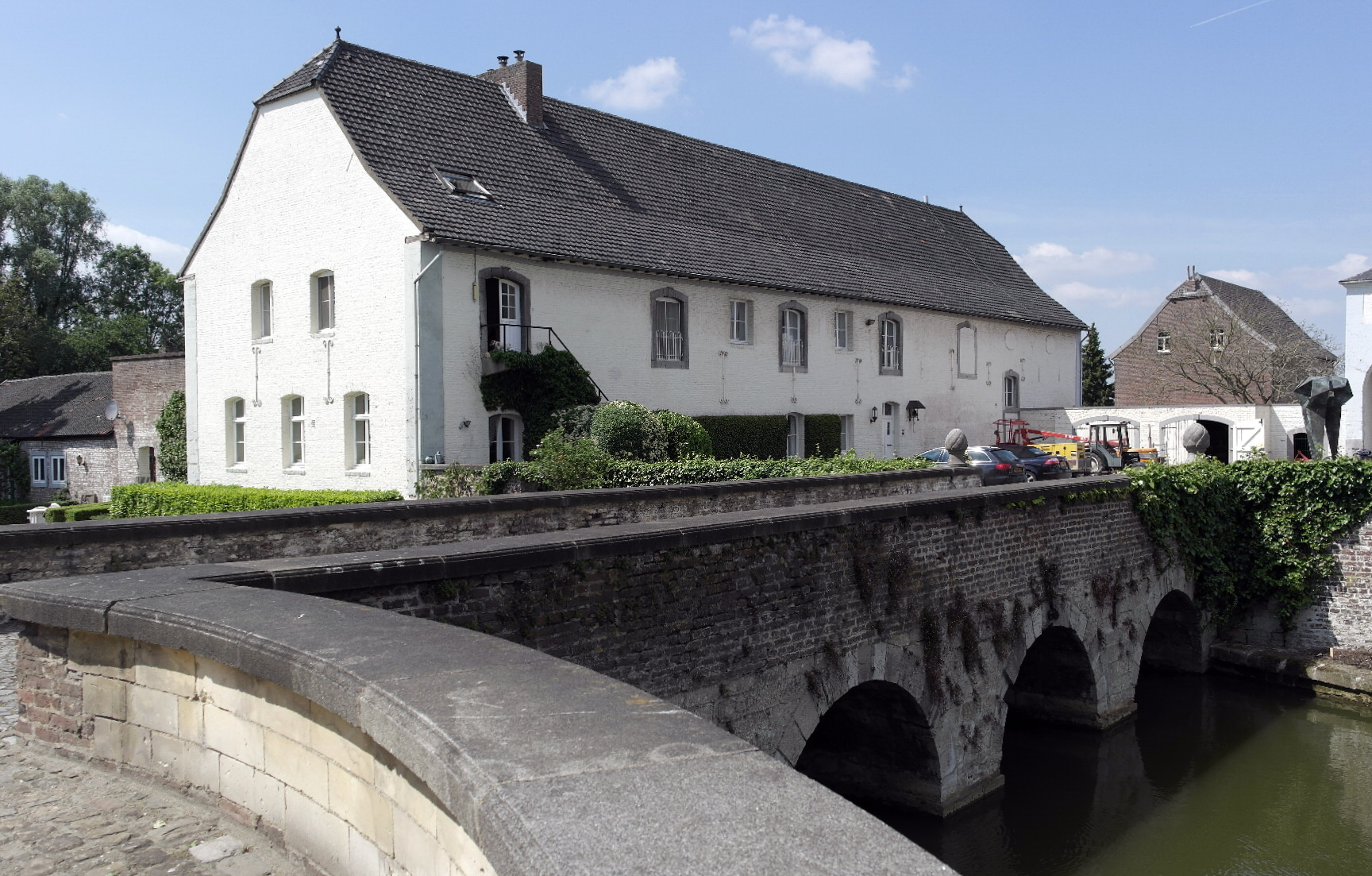
Nederhof, westvleugel
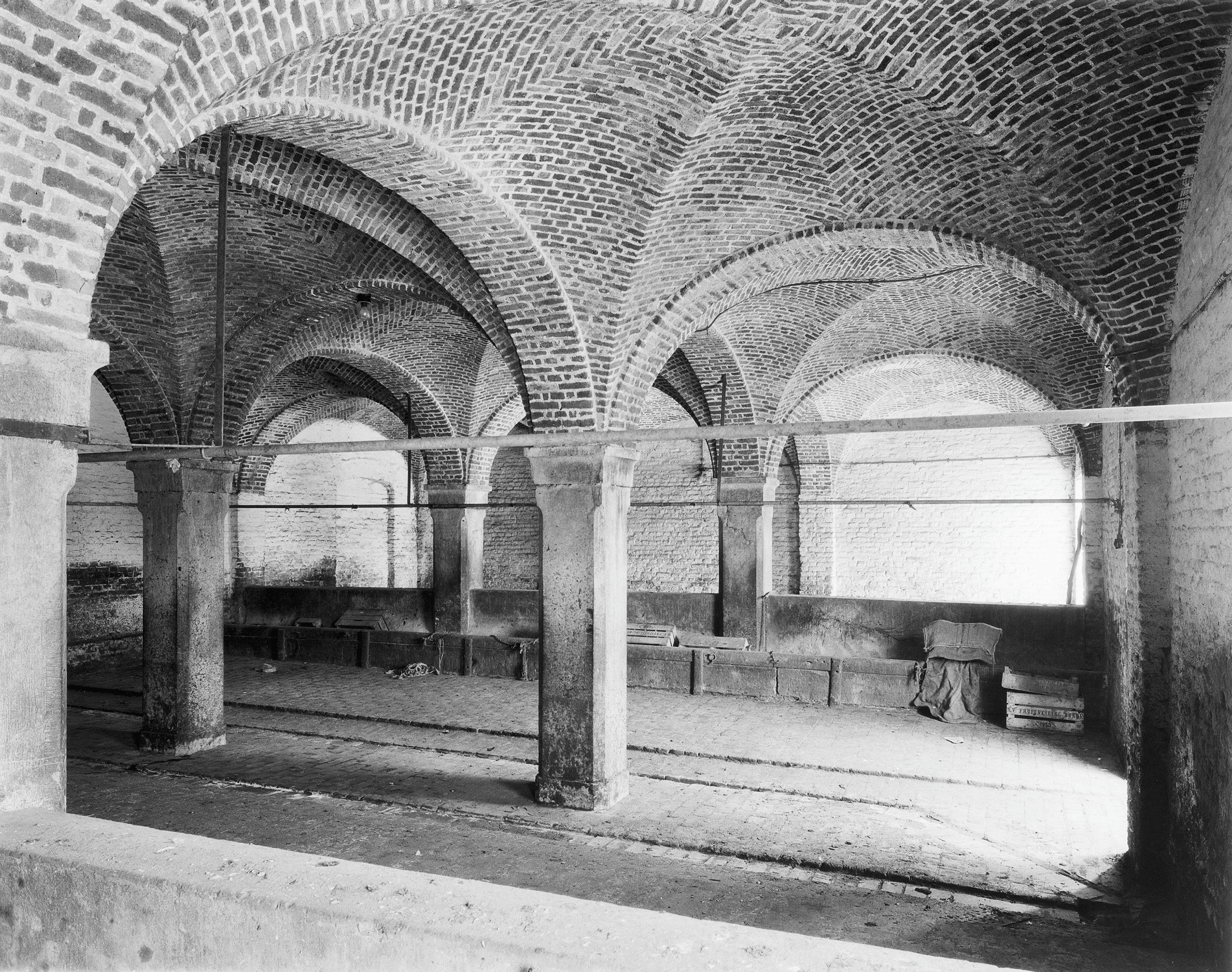
Gewelfde stallen

### Park en bos
Aan de achterzijde van het kasteel bevindt zich het kasteelpark van ongeveer 5 hectare, dat nog deels het ontwerp uit het midden van de 18e eeuw volgt. Het park binnen de slotgracht rondom het corps de logis is vrij formeel aangelegd in Franse stijl. Ten zuiden van de slotgracht ligt een Engelse tuin met grote gazons met enkele antieke tuinbeelden en -vazen. Daarachter ligt een bos met een strak symmetrisch patroon van lanen. De met lindebomen beplante hoofdlaan ligt in de as van het kasteel. Op het kruispunt van de hoofd- en dwarslaan ligt een rond-point met vroeger een vijver. Tegenwoordig staat hier een theekoepel in de vorm van een Indiase Chhatri-tempel in Mogol-architectuur. Aan het begin en einde van de hoofdlaan bevindt zich twee halve rond-points. Op het noordelijk half rond-point staat een antieke tuinvaas; op het zuidelijk half rond-point stond vroeger een theekoepel, waarvan nog bouwfragmenten aanwezig zijn. Vanaf dit punt lopen vijf lanen, deels met eiken beplant, in halve stervorm.

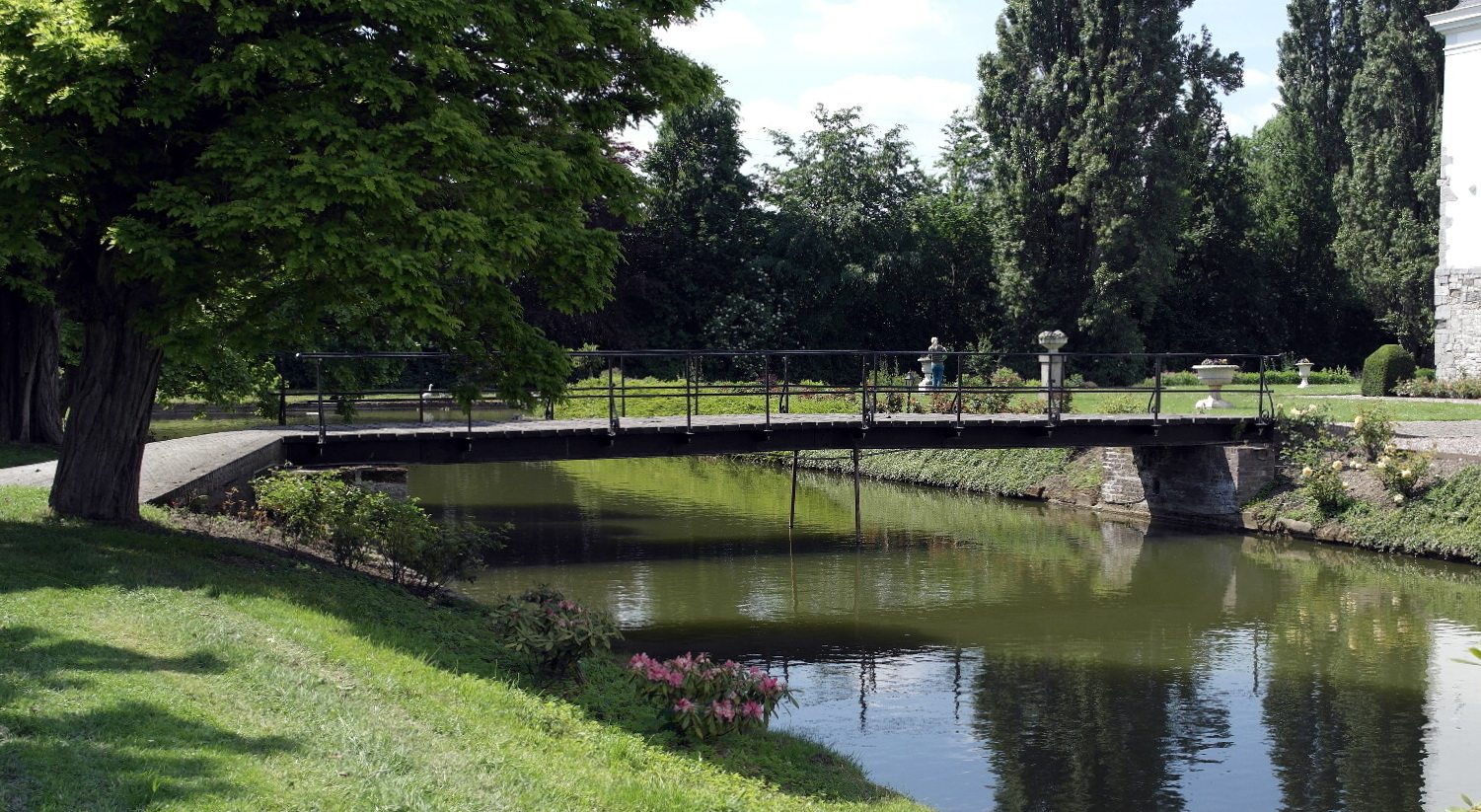
Parkbrug over de slotgracht
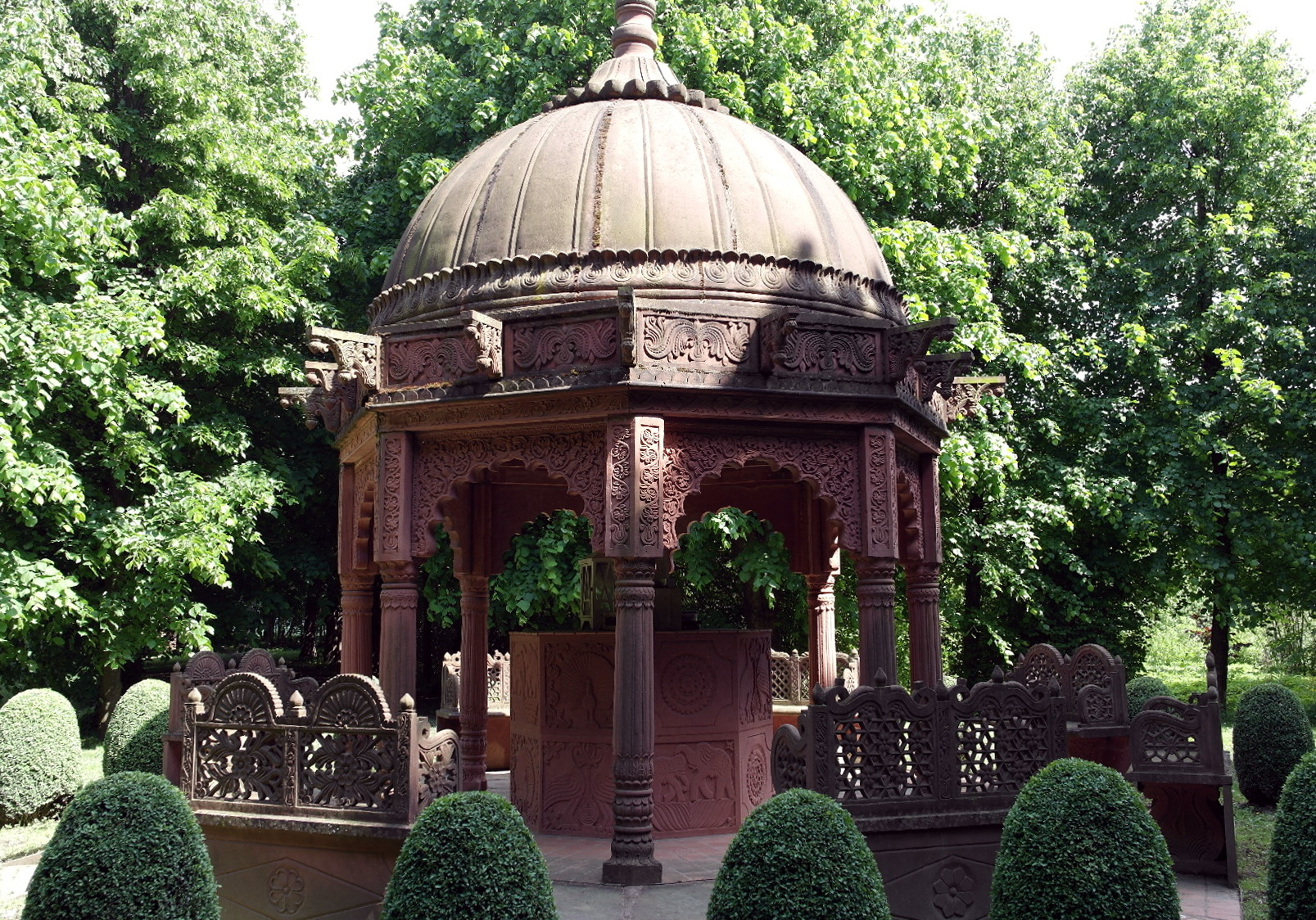
Chhatri paviljoen in het bos
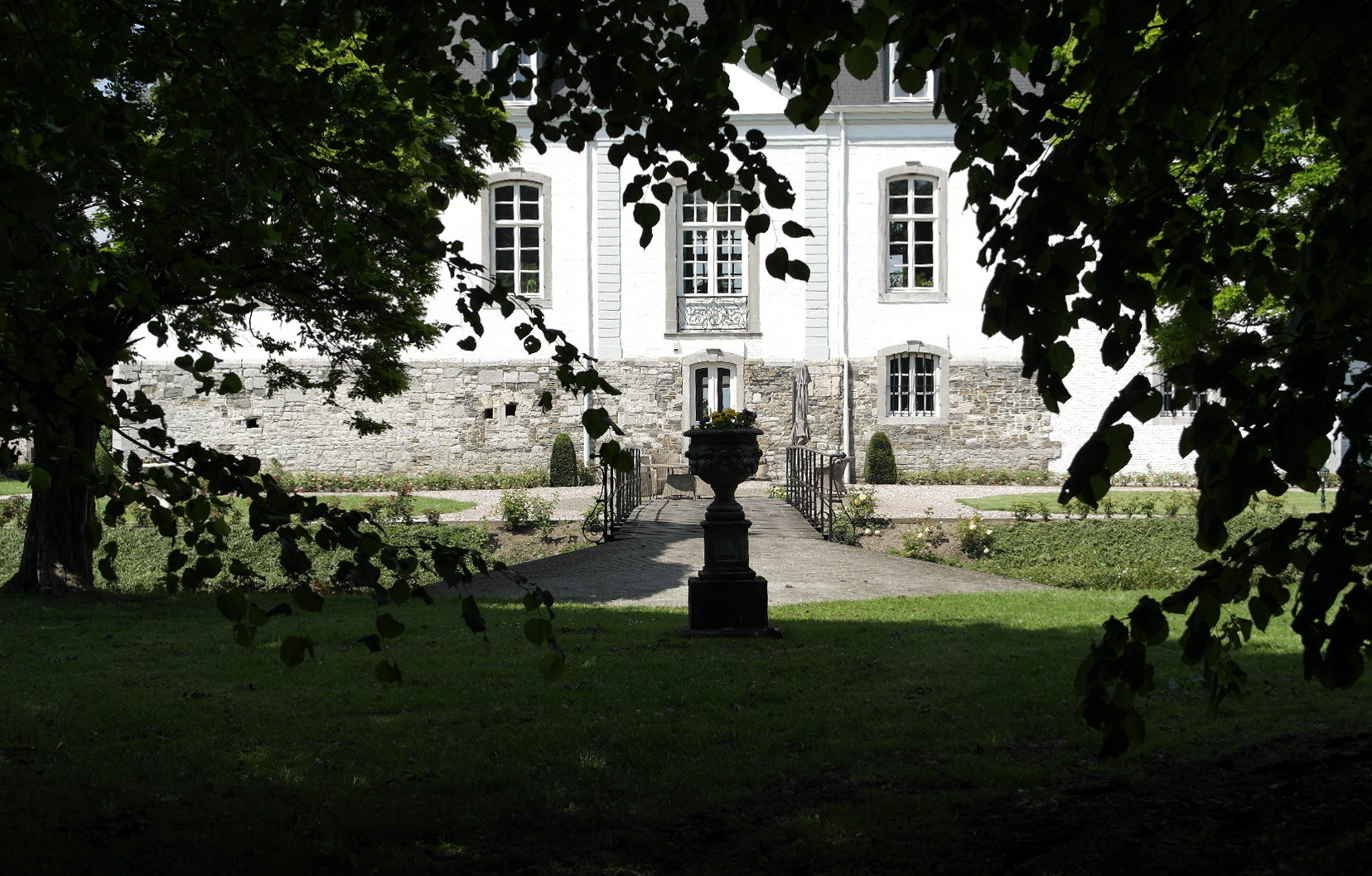
Zicht vanaf hoofdlaan op kasteel
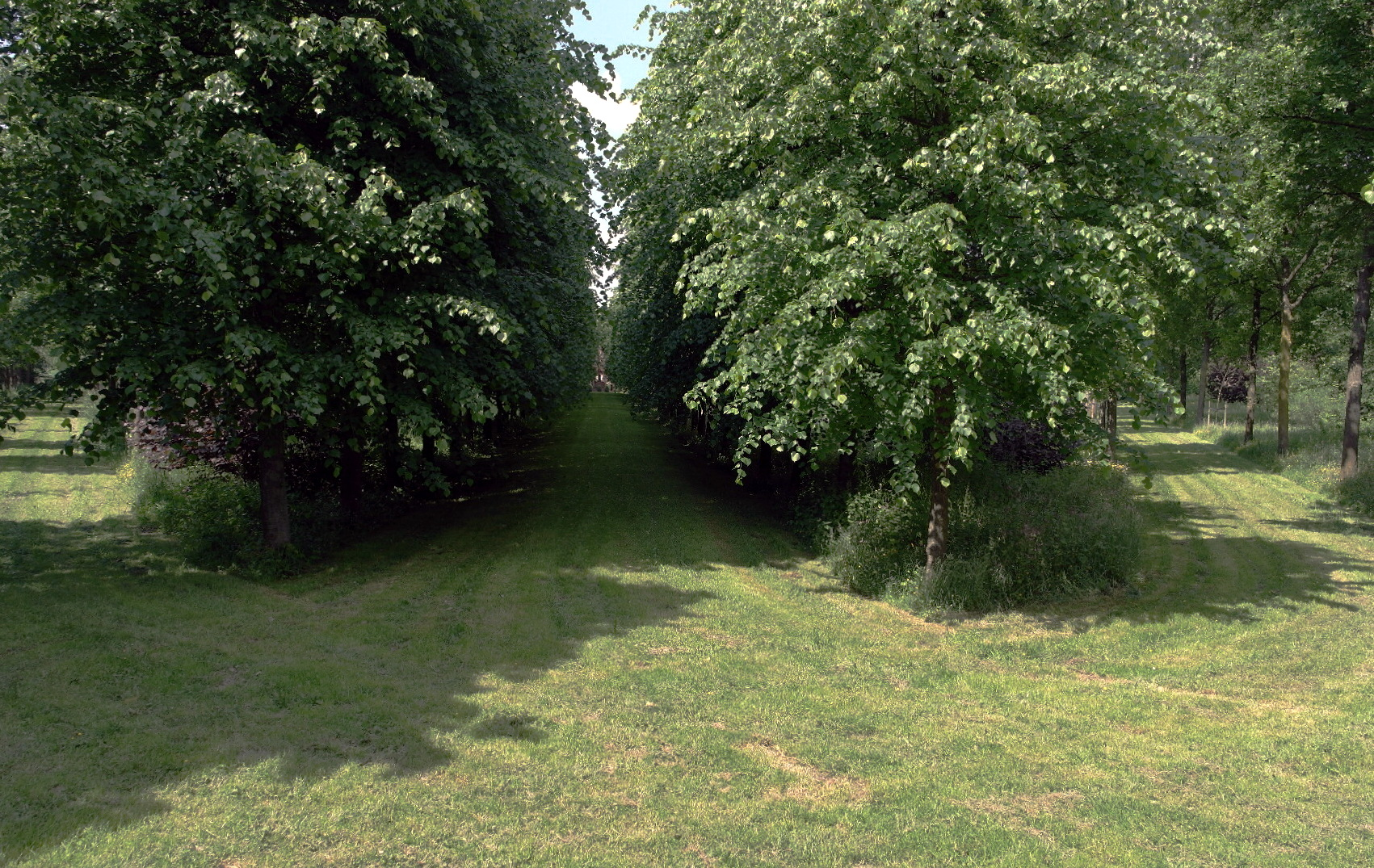
Stervormig patroon van lanen

### Pachthoeve en landerijen
Tegenover het eigenlijke kasteel ligt de pachthoeve, die bestaat uit twee vrijwel identieke bouwvolumes, die min of meer gespiegeld zijn ten opzichte van de economiegebouwen van het kasteel zelf.

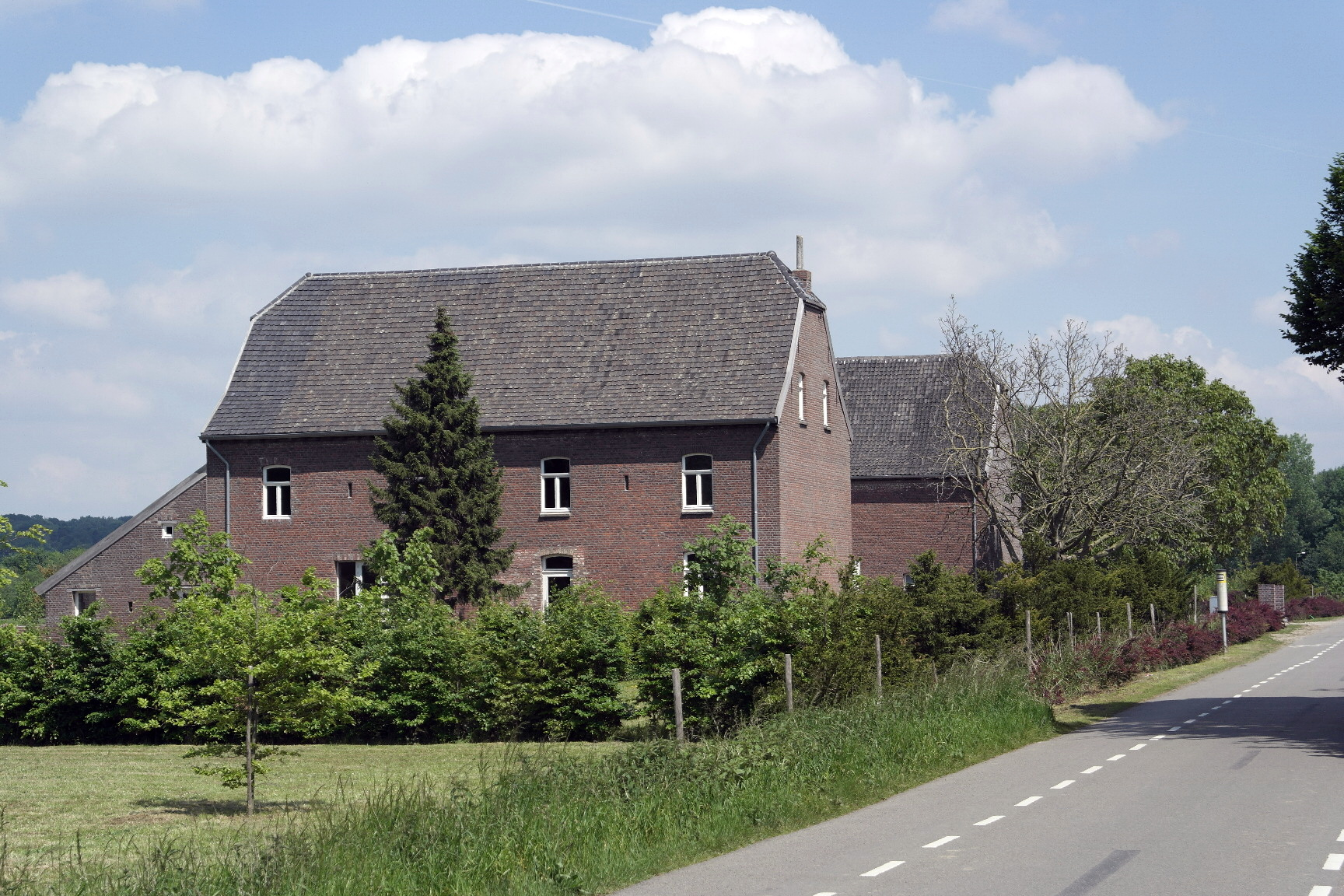
Overzicht Meerssenhoven nr. 203
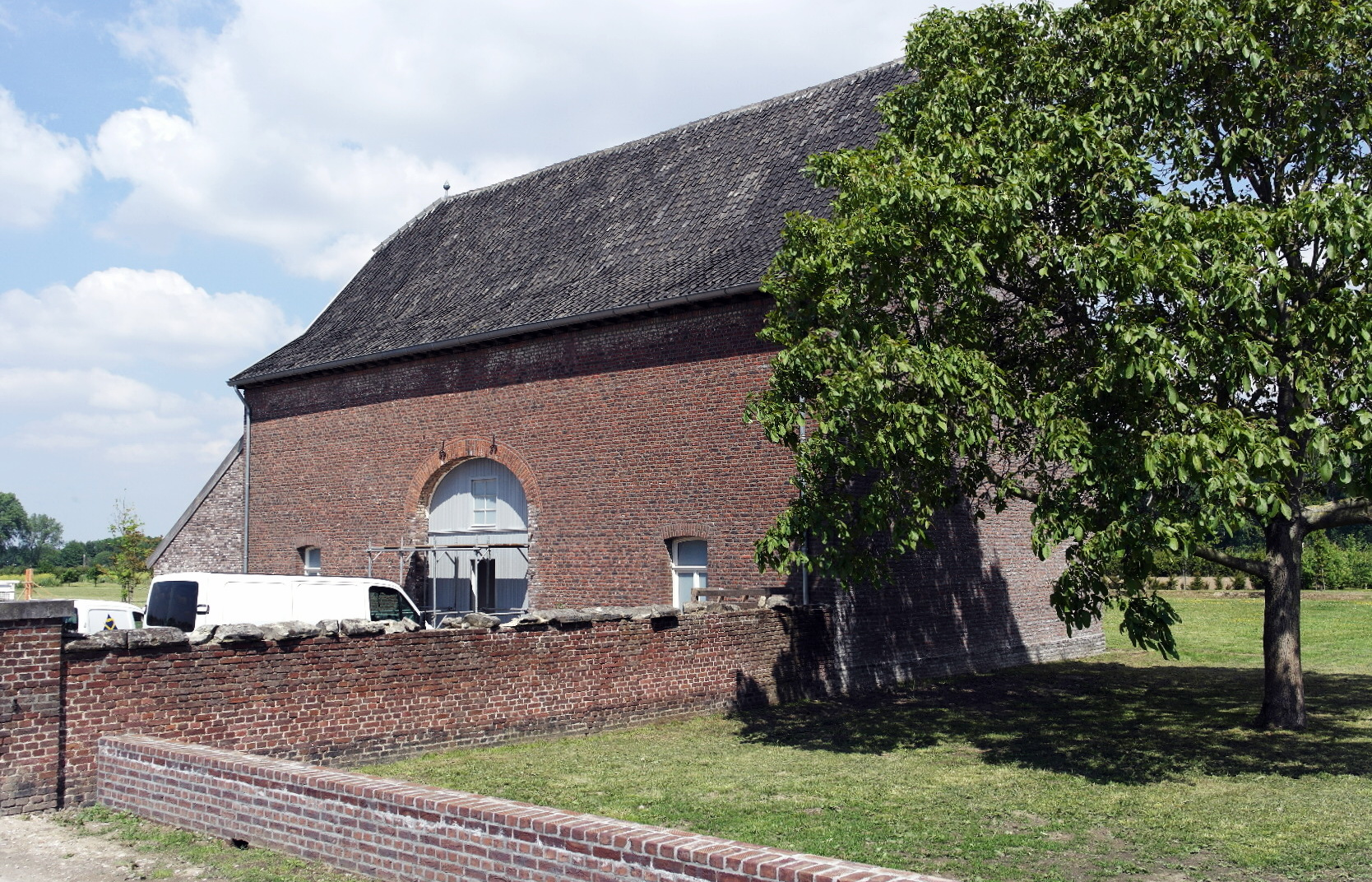
Schuur en deel hoogstamboomgaard
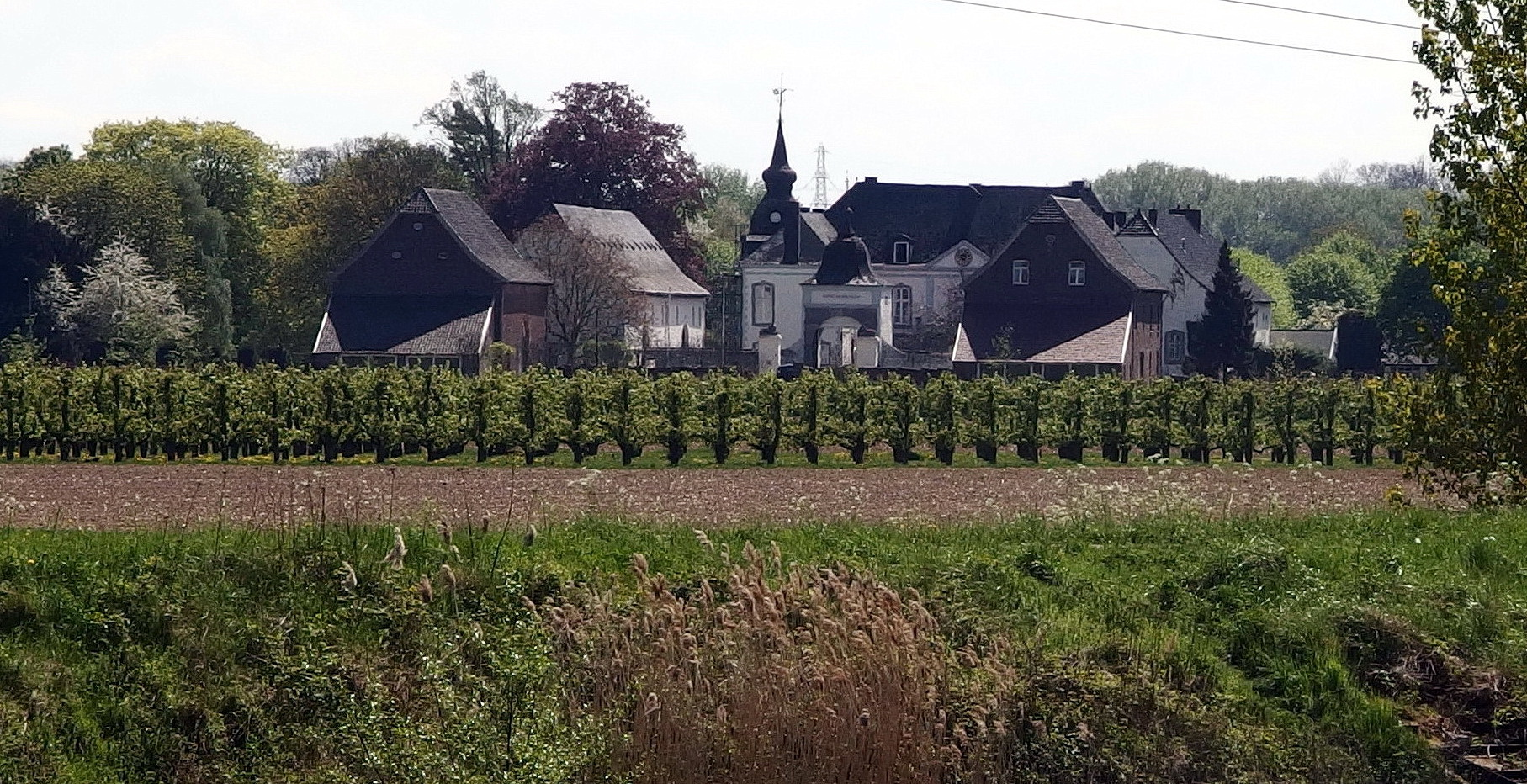
Laagstamboomgaarden rondom het kasteel
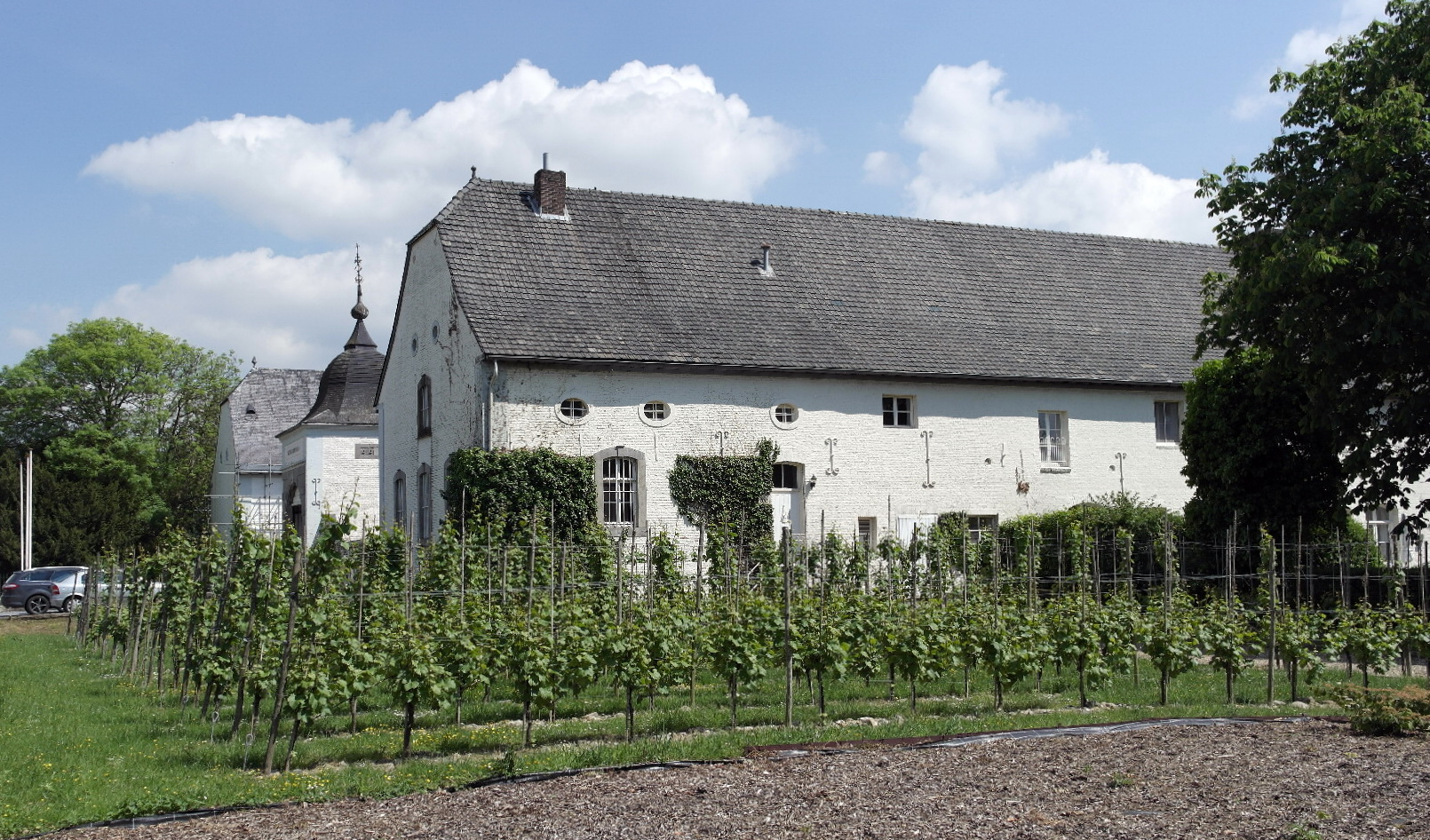
Wijngaard

Aerwinkel · Kasteel Afferden · Aldt Huys · Aldenborgh · Kasteel Aldenghoor · Aldenhoven · Alte Burg · Kasteel Amstenrade · Slot Annendael · Kasteel Arcen · Baersdonck · Bakvliet · Baronsberg · Baxhof · Beegden ·  Benzenrade · Kasteel De Berckt · Kasteel Bethlehem · Beusdaelshof · Binsfeld · Huis Blankenberg · Kasteel Bleijenbeek · Blitterswijck · Boerlo · Bolberg · Bollenberg · Kasteel De Bongard · Borggraaf · Kasteel d'Erp · Kasteel Borggraaf · Kasteel Borgharen · Kasteel Born · Huis Bree · Breust · Kasteel Broekhuizen · Broekhuizen · Gracht Burggraaf · Kasteel De Burght · Kasteel Cartils · Cloppenburg (Oost-Maarland) · Kasteel Cortenbach · Huis De Dael · Dammerscheid · Kasteel De Bockenhof · De Donck (Sevenum) · De Donck (Swolgen) · De Dorth ·  Huis ten Dijcken · Kasteel Doenrade · De Doom · Douve · Douvenrade · De Dries · Kasteel Erenstein · Kasteel Eijsden · Eijsden · Einrade · Kasteel Elsloo · Ensenbroek · Eperhuis · Etzenraderhuuske · Exaten · Kasteel Eijckholt · Kasteel Eyckholt · Eys · Gastendonck · Kasteel Genbroek · Gebroken Slot · Kasteel Geijsteren · Kasteel Op Genhoes · Kasteel Genhoes · Genneperhuis · Kasteel Het Geudje · Kasteel Geulle · Kasteel Geusselt · Geijsteren · Gen Heck · Ghoor · Kasteel Goedenraad · Kasteel Grasbroek · Kasteel Groenendaal · Groethof · Groot Paarlo · Kasteel van Gronsveld · De Gun ·Kasteel Haeren · Kasteel Den Halder · Heerlaer · Heeze · Heijen · 's-Herenanstel · Kasteel Hillenraad · Kasteel Hoensbroek · Hoenshuis · Holstrate · Holtmühle · Huize Holtum · Kasteel Horn · De Horst · Huys ter Horst · Ten Hove (Grathem) · Ten Hove (Panningen) · Huis Brias · Huis Darth ·  Kasteel Hurpesch · Kasteel Sint-Jansgeleen · Kasteel Jerusalem · Kasteel Kaldenbroek · Den Kamp · Kasteel Karsveld · Kasteel Keverberg · Klein Paarlo · Klimmender Huuske · De Kolck · Koppelberg · Laar · Landsfort · Kasteel Lemiers · Kasteelruïne Lichtenberg · Kasteel Limbricht · Lonesteyn · Huize Lovendael · Mazenburg · Kasteel van Meerlo · Kasteel Meerssenhoven · Meezenbroek · Kasteel van Mheer · Middelaar · Kasteel Millen · Kasteel Montfort · Movert · Mulrode · De Munt · Château Neercanne · Kasteel Neubourg · Nienghoor · Huis Nierhoven · Kasteel Nieuwenbroeck · Nije Huys · Kasteel Nijenborgh · Kasteel Nijswiller · Nijthuysen · Kasteel Obbicht · Oedenrade · Kasteel Ooijen · Kasteel Oost (Valkenburg) · Kasteel Oost (Oost-Maarland) · Kasteel Ouborg · Overen · Kasteel Passarts-Nieuwenhagen · Prickenis · Prinsenhof · Puth · De Putting · Raath · De Raay · Ravenhof · Kasteel Reijmersbeek · Kasteel van Rijckholt · Kasteel Rivieren · Rodenbroek · Rosendaal · Kasteel Schaesberg · Kasteel Schaloen · Te Scharen · Schenkenburg · Kasteel Scheres · De Spijker (Geijsteren) · De Spijker (Leeuwen) · Huis Severen · Sibberhuuske · Château St. Gerlach · Spraland · Huis De Spyker · Huize Stalberg · Stalberg (Wellerlooi) · De Steeg · Kasteel Stein · Steinhagen · Steenen Huis · Stoel van Swentibold · Strijthagen (Landgraaf) · Strijthagen (Welten) · Struyver · Kasteel Terborgh · Terlinden (Wijnandsrade) · Terveurdt · Ter Weyer · Kasteel Ter Worm · De Tombe · Huis De Torentjes · Triest · Trippaert · Kasteel Vaalsbroek · Kasteel Vaeshartelt · Valkenburg · Vliek · De Vroenhof · Vrijburg · Kasteel Wambach · Warenberg · Well · Weyershof ·  Wijlre · Kasteel Wijnandsrade · Wijnandsrade · Wijnantshof · Wissegracht · Huize Witham · Kasteel Wittem · Wolfrath · Wylre